# سیارک ۷۵۹۹
سیارک ۷۵۹۹ (به انگلیسی: 7599 Munari، نامگذاری:1994PB) هفت هزار و پانصد و نود و نهمین سیارک کشف شده‌است که در ۳ اوت ۱۹۹۴ کشف شد.
قدر مطلق سیارک برابر ۱۲٫۷۰ است.